# Karet Tengsin
Karet Tengsin is een plaats (wijk) - (kelurahan) in het bestuurlijke gebied Tanah Abang, Jakarta Pusat (Centraal-Jakarta) in de provincie Jakarta, Indonesië.  De plaats telt 23.326 inwoners (volkstelling 2010).